# Яблоневское сельское поселение (Рязанская область)
Се́льское поселе́ние Я́блоневское — сельское поселение в составе Кораблинского района Рязанской области.
Административный центр — село Яблонево.

## Население
| 2010  | 2012  | 2013  | 2014  | 2015  | 2016  | 2017  |
| ----- | ----- | ----- | ----- | ----- | ----- | ----- |
| 994   | ↗1042 | ↗1096 | ↘1071 | ↗1088 | ↗1098 | ↘1095 |
| 2018  | 2019  | 2020  | 2021  |       |       |       |
| ↘1064 | ↘1049 | ↗1079 | ↘1067 |       |       |       |

## Состав сельского поселения
В состав сельского поселения входят 9 населённых пунктов:
| № | Населённый пункт | Тип населённого пункта       | Население |
| - | ---------------- | ---------------------------- | --------- |
| 1 | Дроково          | деревня                      | ↘34       |
| 2 | Ерлино           | село                         | ↘353      |
| 3 | Ерлино Выселки   | деревня                      | 6         |
| 4 | Залесно-Чулково  | деревня                      | ↘238      |
| 5 | Крутое           | деревня                      | 15        |
| 6 | Кумино           | село                         | ↘4        |
| 7 | Чижово           | село                         | ↘139      |
| 8 | Щелево           | деревня                      | 0         |
| 9 | Яблонево         | село, административный центр | ↘205      |